# Werner Heyde
Werner Heyde, noto anche con lo pseudonimo di Fritz Sawade (Forst (Lausitz), 25 aprile 1902 – Butzbach, 13 febbraio 1964), è stato uno psichiatra tedesco, fu uno dei principali organizzatori del programma di eutanasia Aktion T4 della Germania nazista.

## Primi anni di vita
Heyde nacque a Forst (Lausitz) il 25 maggio 1902, e completò la maturità nel 1920. Dal 1922 al 1925 studiò medicina a Berlino, Friburgo, Marburgo, Rostock  e Würzburg, dopo brevi tirocini presso l'ospedale di Cottbus e il sanatorio Berlin-Wittenau divenne assistente medico presso l'Universitätsnervenklinik (ospedale psichiatrico universitario) di Würzburg. Conseguì l'abilitazione all'esercizio della professione medica nel 1926, dopo aver completato tutti i corsi durante i suoi studi con il massimo dei voti.

## Carriera
Nel 1933 Heyde conobbe Theodor Eicke e divenne un membro dell'NSDAP. Un anno dopo fu nominato direttore del policlinico di Würzburg. Nel 1935 entrò nelle SS come ufficiale medico con il grado di SS-Hauptsturmführer e divenne comandante dell'unità medica nella SS-Totenkopfverbände. Fu responsabile dell'istituzione di un sistema di esami psichiatrici, eugenetici e di ricerca nei campi di concentramento, e dell'organizzazione del Programma di eutanasia T4. Inoltre, lavorò anche come consulente psichiatrico per la Gestapo; fu anche leader della Rassenpolitisches Amt a Würzburg.
Nel 1938 fu nominato capo di stato maggiore del dipartimento di medicina nella SS-Hauptamt; nel 1939 divenne professore di psichiatria e neurologia all'Università di Würzburg e dal 1940 fu anche direttore dell'ospedale psichiatrico. Fu sostituito come capo del programma T4 da Paul Nitsche nel 1941, ma continuò il suo coinvolgimento come membro del "dipartimento Brack" (dopo la fine della seconda guerra mondiale, non si è mai scoperto quale fosse il suo ruolo). Lavorò a Buchenwald, nel campo di concentramento di Dachau e nei campi di concentramento di Sachsenhausen.
Nel 1944 fu insignito della SS-Totenkopfring, e prima della fine della guerra raggiunse il grado di SS-Standartenführer.

## Dopo il 1945, arresto e suicidio
Dopo la seconda guerra mondiale, Heyde fu internato e imprigionato, ma riuscì a fuggire nel 1947. Usando lo pseudonimo di Fritz Sawade continuò a praticare la professione di medico sportivo e psichiatra a Flensburg. Molti suoi amici e colleghi furono a conoscenza della sua vera identità, ma rimasero in silenzio anche quando fu nominato come perito in alcuni casi giudiziari.
La sua vera identità fu rivelata nel corso di una lite privata: l'11 novembre 1959 Heyde si arrese alla polizia a Francoforte dopo 13 anni da latitante. Il 13 febbraio 1964, cinque giorni prima dell'inizio del processo, Heyde si impiccò nella prigione di Butzbach.

## Nella cultura di massa

### Letteratura
- Ernst Klee, Das Personenlexikon zum Dritten Reich, S. Fischer Verlag, 2003, ISBN 3-10-039309-0.
- Klaus-Detlev Godau-Schüttke, Die Heyde/Sawade-Affäre, Nomos Verlagsgesellschaft, 1998, ISBN 3-7890-5717-7.

### Cinema
- 1963 (RDT): The Heyde-Sawade Affair, Categoria: biografia/dramma. Prodotto negli studi cinematografici DEFA, Potsdam, Babelsberg/Germania orientale. Prodotto da Bernhard Gelbe; sceneggiatura di Wolfgang Luderer, Walter Jupé e Friedrich Karl Kaul e diretto da Wolfgang Luderer. Disponibile tramite la Fondazione TV tedesca e Broadcast Arkhive Babelsberg. Arkhive-No. IDNR 03581. Durata: 101 minuti, Prima esecuzione: 3 giugno 1963 nel programma televisivo n. 1 della Repubblica democratica tedesca.

### Pittura
- Nel 1965, l'artista tedesco Gerhard Richter dipinse Herr Heyde,[4] sulla base di una foto dell'arresto di Heyde nel 1959.